# Kościół Wniebowzięcia Najświętszej Maryi Panny w Kędzierzynie-Koźlu
Kościół Wniebowzięcia Najświętszej Maryi Panny w Kędzierzynie-Koźlu – kościół filialny parafii rzymskokatolickiej św. Zygmunta i św. Jadwigi Śląskiej w Kędzierzynie-Koźlu, w województwie opolskim, należący do dekanatu Koźle diecezji opolskiej, mający status obiektu zabytkowego, który został zbudowany w latach 1751–1753 z cegły, w stylu barokowym. Fasada z wejściem głównym usytuowana jest od ulicy Wojciecha Czerwińskiego.

## Architektura

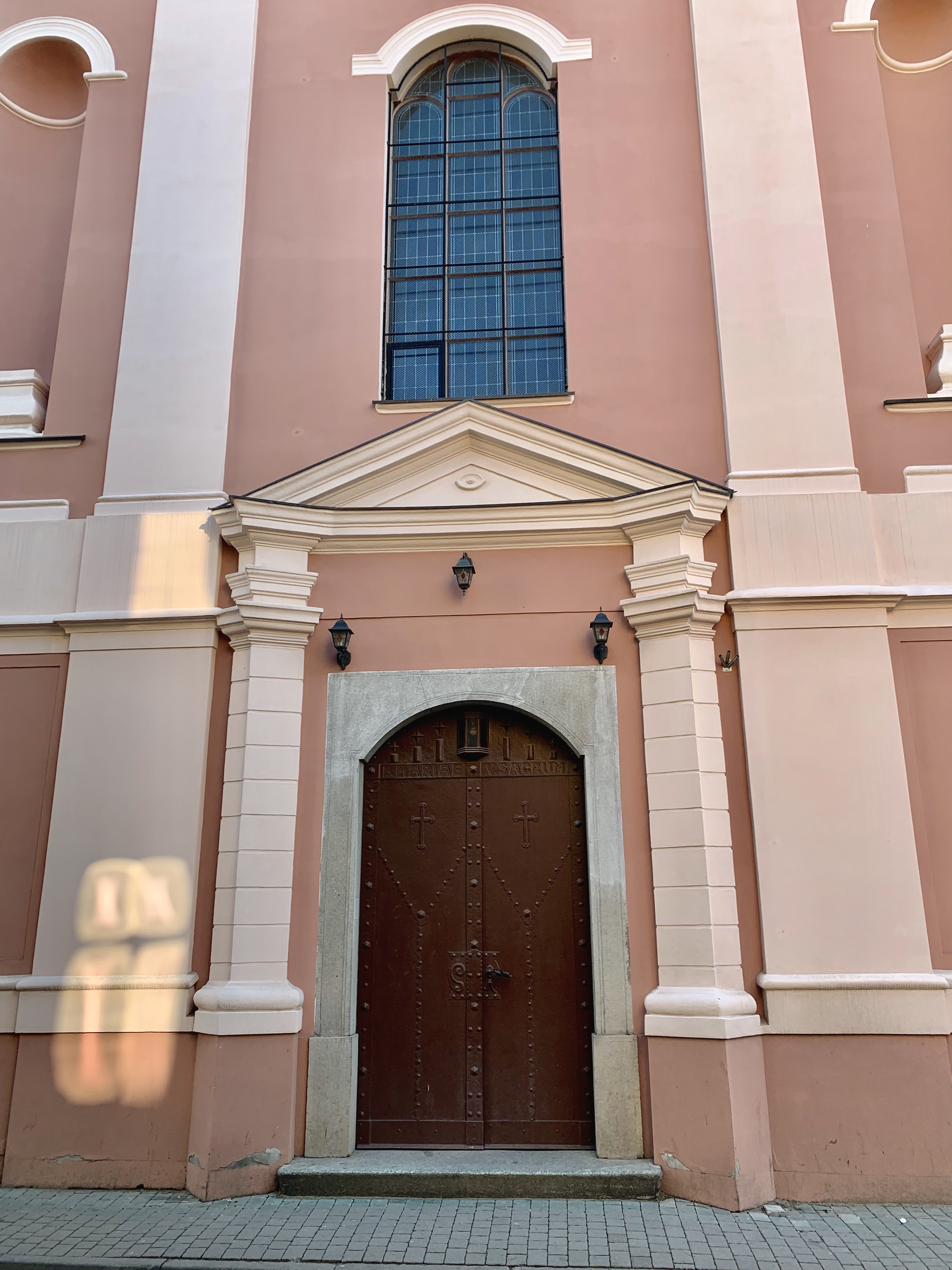
Wejście do świątyni

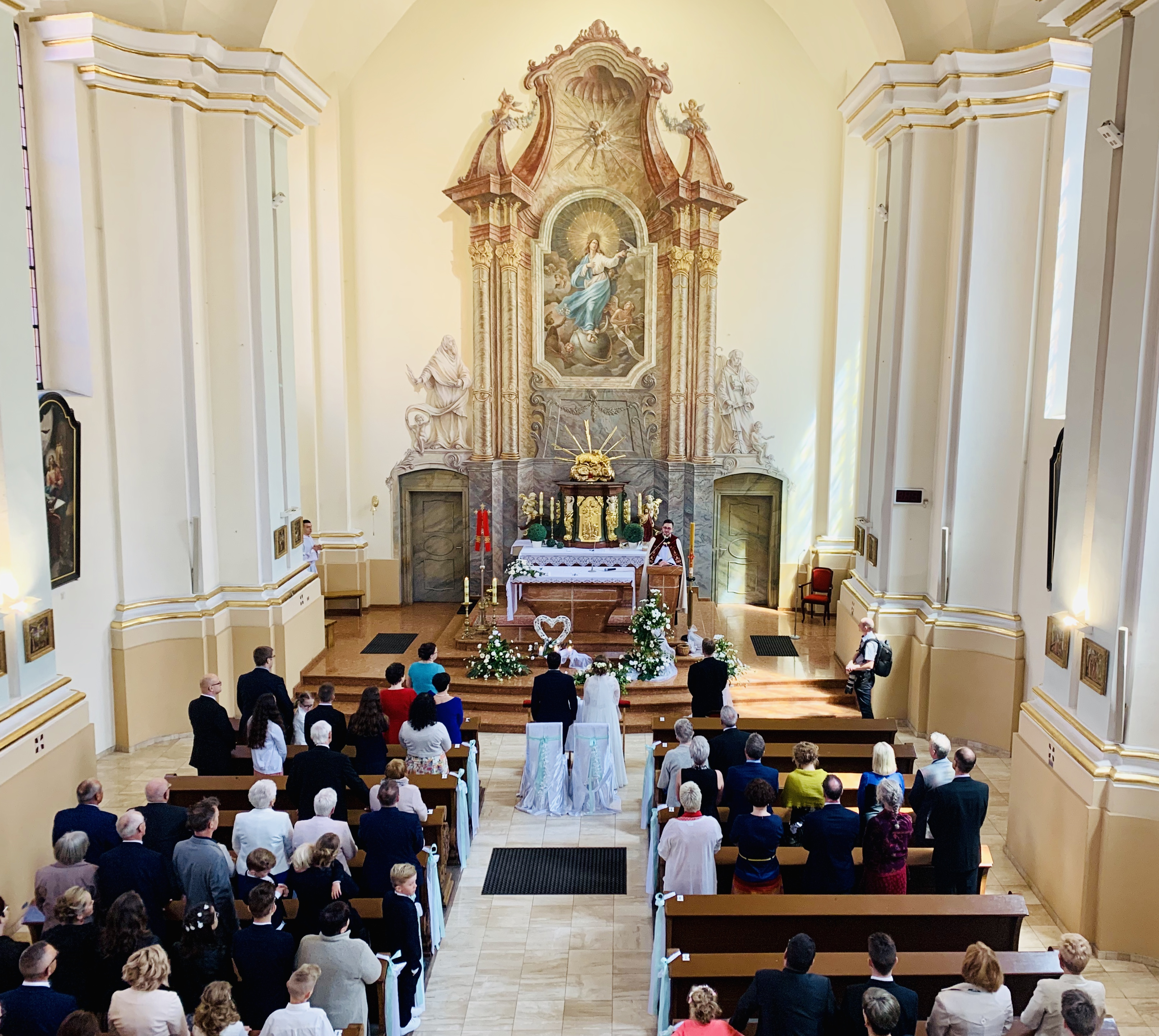
Wnętrze kościoła

Kościół orientowany w stylu barokowym o przybliżonych wymiarach 29 m × 14 m składa się z prostokątnej nawy głównej z prezbiterium zamkniętym ścianą prostą oraz wejściem głównym w elewacji południowo-zachodniej. Przedłużenie prezbiterium stanowią dwie prostokątne zakrystie. Kościół jest murowany z cegły, otynkowany, ze ścianami o dekoracji ramowej, nakryty dachem dwuspadowym, kryty dachówką. Elewacja południowo-zachodnia z wejściem bocznym usytuowanym od ulicy Bolesława Limanowskiego jest trójosiowa i trójkondygnacyjna na wysokim cokole, z podziałem podkreślonym gzymsami i pilastrami. Wejście główne znajduje się w osi środkowej, zamknięte jest u góry łukiem odcinkowym, które po bokach ujęte jest ustawionymi skośnie, boniowanymi pilastrami i zwieńczone trójkątnym naczółkiem. W drugiej kondygnacji (w osi środkowej) znajduje się prostokątny, zamknięty łukiem podwieszonym, otwór okienny. W osiach bocznych znajdują się hemisferycznie zamknięte nisze z cokołami, w których pierwotnie najprawdopodobniej stały figury świętych. Trzecią kondygnację stanowi zwieńczenie w formie falistego szczytu ze znajdującym się pośrodku otworem okiennym ujętym parami skośnie ustawionych pilastrów. Pięć otworów okiennych w elewacji południowo-wschodniej i trzy w elewacji północno-zachodniej mają kształt wydłużonego prostokąta zamkniętego łukiem podwieszonym. Prezbiterium oddzielone jest szerokim gurtem, nakryte sklepieniem żaglastym, a nawa i zakrystie nakryte są sklepieniami kolebkowymi z lunetami. Ściany artykułowane są przyściennymi filarami i parami płaskich pilastrów dźwigających wydatny gzyms. Na sklepieniu znajduje się dekoracja malarska (polichromia) wykonana przez Josefa Antona Ernsta Beyera (Bawarskiego) z Opawy w 1767 roku, umieszczona w malowanej ramie o skomplikowanym wykroju. Na tle iluzjonistycznej architektury ukazana została starotestamentalna scena biblijna przedstawiająca króla Aswerusa i królową Esterę. Estera stoi przed obliczem starego króla z siwą brodą w otoczeniu jego straży przybocznej. Jego ręka wykonuje gest przychylności, by ta wyraziła swą prośbę, o czym informuje widniejąca przy ramie malowidła na dwóch szarfach u góry i u dołu łączona łacińska inskrypcja (Est 7, 3):

DONA MIHI POPULUM MEUM

PRO QUO OBSECRO. ESTHER 7

XVIII wieczne tabernakulum zdobi rzeźba Baranka eucharystycznego i płaskorzeźba ukrzyżowania. W ołtarzu nad tabernakulum umieszczono obraz Wniebowzięcia Najświętszej Maryi Panny (kopia obrazu Beyera, znajdującego się w Jemielnicy), który namalował w latach 20. XX wieku artysta wrocławski Brabant. Na obrazie ukazano Maryję z widzenia pochodzącego z Apokalipsy św. Jana (Ap 12, 1): 

Potem wielki znak się ukazał na niebie: Niewiasta obleczona w słońce i księżyc pod jej stopami, a na jej głowie wieniec z gwiazd dwunastu.

Maryja w otoczeniu aniołów, z których jeden z lewej strony trzyma białą lilię (znak czystości), wskazuje spojrzeniem i małym palcem wyciągniętej lewej ręki na Ducha Świętego ukazanego w postaci gołębicy. Nad obrazem widoczne są głowy trzech aniołów, od których rozchodzą się złociste promienie (odwołujących się do symbolu Trójcy Świętej). Przy tabernakulum oraz u góry ołtarza po obu stronach malowidła umieszczono na stylizowanych wspornikach nad parami półkolumn figury aniołów. Na wejściami do zakrystii znajdują się figury świętych i doktorów Kościoła: św. Bonawentury z Bagnoregio (z lewej) i św. Augustyna z Hippony (z prawej). Ponadto na ścianach świątyni umieszczono kilka obrazów o tematyce religijnej, a pod chórem kopię obrazu Matki Boskiej Częstochowskiej. Blisko tego obrazu znajduje się tablica pamiątkowa z listą ofiarodawców renowacji w 2010 obrazów jakie znajdują się w kościele.    
Murowany chór muzyczny wsparty został na arkadach filarowych. W kościele zainstalowano w 1935 roku organy firmy Rieger (na tabliczce napis: Opus 2677 Rieger), wyposażone w 17 głosów o dwóch manuałach, dwusekcyjne piszczałki prospektowe, pneumatyczne traktury, wiatrownice stożkowe i rezerwuar (miech pływakowy). 

## Historia
W święto Zwiastowania Najświętszej Marii Panny w 1431 roku książęta: Konrad VII Biały, Konrad V Kącki i Konrad VIII Młody, rycerz zakonu krzyżackiego, przy współudziale miejscowego rycerstwa oraz kozielskich mieszczan erygowali klasztor franciszkanów w Koźlu. W XVII w. miejsce obserwantów zajęli franciszkanie konwentualni. W lutym 1741 roku Koźle przejęli we władanie Prusacy. Natychmiast przystąpiono do przebudowy twierdzy kozielskiej. Na początku grudnia 1743 roku przybył z Nysy do Koźla inżynier wojskowy Petri, który miał sporządzić plan robót fortecznych. Zgodnie z tym planem kościół i klasztor franciszkanów musiały być zniszczone. Dlatego też budowniczy twierdzy gen. inż. Gerhard Cornelius van Wallrawe, w imieniu władz pruskich, nabył od Jana Polatzka dom przy ul. Garncarskiej (wówczas Töpfergasse) za 62 guldeny, który przekazano franciszkanom w zamian za zabrany klasztor. Zaczęto adaptację budynku na potrzeby zakonne oraz budowę kościoła, który budowano w latach 1751–1753 według projektu Johanna Heintze. 3 grudnia 1810 roku, w okresie sekularyzacji, klasztor został zlikwidowany, a kościół zmienił swoje przeznaczenie. Od 4 stycznia 1819 roku początkowo był użytkowany jako arsenał i stajnia, a następnie jako magazyn. W 1926 roku oba budynki zostały zakupione za 8000 marek przez tutejszą parafię św. Zygmunta i św. Jadwigi Śląskiej. 
Ponowne poświęcenie kościoła po wcześniejszej restauracji wnętrza za około 100 000 marek odbyło się 30 maja 1930 roku i od tej pory świątynia pełni funkcję kościoła filialnego. Kościół był dwa razy poważnie zniszczony, podczas II wojny światowej w 1945 roku (dach i sklepienia) oraz podczas powodzi, jaka nawiedziła miasto w 1997 roku (przyziemie). Po wojnie, podczas remontu kościoła zmianie uległ wystrój wnętrza. Usunięto zabytkową ambonę z baldachimem, jakie znajdowały się przy ścianie północno-zachodniej. Zamalowano dwie polichromie, jakie znajdowały się na sklepieniu kościoła oraz nad ołtarzem, a ponadto zamurowano dwie nisze nad wejściami do zakrystii oraz usunięto z nich postawione tam figury świętych: św. Barbary i św. Franciszka z Asyżu. Od czerwca 2025 kościół służy również wiernym Kościoła greckokatolickiego.  

## Pochowani w krypcie kościoła
Pod posadzką kościoła znajduje się nieudostępniona krypta grobowa, w której pochowani są niemieccy proboszczowie parafii, o której informuje specjalna niemieckojęzyczna tablica pamiątkowa znajdująca się na ścianie północno-zachodniej pod chórem.
| Lista pochowanych kościoła Wniebowzięcia Najświętszej Maryi Panny w Kędzierzynie-Koźlu |                                 |                                                                         |
| Lp.                                                                                    | Osoba                           | Uwagi                                                                   |
| 1.                                                                                     | ks. Karl Kollar (1846–1930)     | niemiecki duchowny rzymskokatolicki, proboszcz i radca duchowny parafii |
| 2.                                                                                     | ks. Hugo Piegsa (1876–1929)     | niemiecki duchowny rzymskokatolicki, proboszcz parafii                  |
| 3.                                                                                     | ks. Georg Thielmann (1862–1926) | niemiecki duchowny rzymskokatolicki, proboszcz parafii                  |